# Henry George Fischer
Henry George Fischer (* 10. Mai 1923 in Philadelphia, Pennsylvania; † 11. Januar 2006 in Newtown, Pennsylvania) war ein US-amerikanischer Ägyptologe.

## Leben
Henry George Fischer schloss sein Studium 1945 in Princeton ab. Anschließend unterrichtete er Englisch an der Amerikanischen Universität Beirut. Danach arbeitete er als Assistent am archäologischen Museum der University of Pennsylvania. 1955 erfolgte dort die Promotion bei Rudolf Anthes. Er nahm an einer ersten Expedition der Universität nach Ägypten teil und wechselte anschließend als Juniorprofessor nach Yale, bevor er schließlich am Metropolitan Museum of Art in New York seine endgültige Position gefunden hatte.
Am Metropolitan Museum beschäftigte sich Fischer sowohl mit den materiellen Hinterlassenschaften, als auch mit der ägyptischen Literatur und Musik. Zeit seines wissenschaftlichen Lebens beschäftigte er sich mit der Kulturgeschichte des alten Ägyptens und der Geschichte der ägyptischen Provinzen. Hierzu legte er auch viele Publikationen vor, ebenso zu den ägyptischen Hieroglyphen und zur Kalligraphie. 1958 wurde er zum Assistenten, 1963 zum Mitarbeiter des Museums. 1964 wurde er zum Leiter der ägyptischen Abteilung ernannt. 1970 wurde für ihn durch einen Mäzen eine Sonderstellung als ägyptologischer Kurator gestiftet. Diese Position hatte er bis zu seiner Emeritierung 1992 inne.
1964 bis 1970 führte Fischer das US-amerikanische Komitee zur Rettung der Tempel von Abu Simbel. 1996 wurde er zum korrespondierenden Mitglied der British Academy gewählt.

## Schriften
- Ancient Egyptian representations of turtles. The Metropolitan Museum of Art, New York (NY) 1968, LCCN 66-028189; abrufbar über MetPublications.
- Dendera in the Third Millennium B.C. Down to the Theban Domination of Upper Egypt. Augustin, Locust Valley (NY) 1968
- Archaeological Aspects of Epigraphy and Palaeography. In: Ancient Egyptian Epigraphy and Palaeography. The Metropolitan Museum of Art, New York (NY) 1976, 3. Auflage 1987, ISBN 0-87099-197-3; abrufbar über Thomas J. Watson Library.
- Egyptian Studies I: Varia. The Metropolitan Museum of Art, New York (NY) 1976; abrufbar über Thomas J. Watson Library.
- Egyptian Studies II: The Orientation of Hieroglyphs. Part I. Reversals. The Metropolitan Museum of Art, New York (NY) 1977; abrufbar über MetPublications.
- Ancient Egyptian Calligraphy, A Beginner’s Guide to Writing Hieroglyphs. The Metropolitan Museum of Art, New York (NY) 1979; 4. Auflage 1999, ISBN 0-87099-934-6 (Volltext als PDF; 10,9 MB); abgerufen über Digital Giza – The Giza Project at Harvard University.
- The Renaissance sackbut and its use today. The Metropolitan Museum of Art, New York (NY) 1984, ISBN 0-87099-412-3; abrufbar über MetPublications.
- Egyptian titles of the Middle Kingdom. A Supplement to Wm. Ward’s Index. The Metropolitan Museum of Art, New York (NY) 1985; 2. Auflage 1997, ISBN 0-87099-781-5; abrufbar über MetPublications.
- L’écriture et l’art de l’Égypte ancienne. Quatre leçons sur la paléographie et l'épigraphie pharaoniques. Presses universitaires de France, Paris 1986, ISBN 2-13-038788-8; abrufbar über Internet Archive.
- Egyptian women of the Old Kingdom and of the Heracleopolitan period. The Metropolitan Museum of Art, New York (NY) 1989; 2. Auflage 2000, ISBN 0-87099-967-2 (Volltext als PDF; 2,7 MB); abgerufen über Digital Giza – The Giza Project at Harvard University.
- Egyptian Studies III: Varia Nova. The Metropolitan Museum of Art, New York (NY) 1996, ISBN 0-87099-755-6 (Volltext als PDF; 23,4 MB); abgerufen über Digital Giza – The Giza Project at Harvard University.
- The tomb of ’Ip at El Ṣaff. The Metropolitan Museum of Art, New York (NY) 1996, ISBN 0-87099-756-4; abrufbar über MetPublications.